# Championnat d'Écosse de football 1931-1932
Navigation
Édition précédente Édition suivante
La 42e édition du championnat d'Écosse de football est remportée par  Motherwell FC. C'est le tout premier titre de champion du club de Motherwell. De plus ce n’est que la septième fois en 42 saisons que le titre échappe à un des deux géants d’Ecosse, les Rangers ou le Celtic.  Motherwell réalise une saison en tous points extraordinaire avec 30 victoires et 119 buts marqués. Il  gagne avec cinq points d’avance sur les Rangers FC. Le Celtic FC complète le podium.
À l’opposé du classement, Leith Athletic termine à la dernière place avec le nombre record de buts encaissés : 137 en 38 matchs.
Le système de promotion/relégation reste en place: descente et montée automatique, sans matchs de barrage pour les deux derniers de première division et les deux premiers de deuxième division. Hibernian FC et East Fife descendent en deuxième division. Ils sont remplacés pour la saison 1931/32 par Third Lanark AC et Dundee United
Avec 52 buts marqués en 38 matchs,  Willie MacFadyen de Motherwell FC remporte pour la première fois le titre de meilleur buteur du championnat.

## Les clubs de l'édition 1931-1932
| Club                              | Ville       |
| --------------------------------- | ----------- |
| Aberdeen Football Club            | Aberdeen    |
| Airdrieonians Football Club       | Airdrie     |
| Ayr United Football Club          | Ayr         |
| Celtic Football Club              | Glasgow     |
| Clyde Football Club               | Glasgow     |
| Cowdenbeath Football Club         | Cowdenbeath |
| Dundee Football Club              | Dundee      |
| Dundee United Football Club       | Dundee      |
| Falkirk Football Club             | Falkirk     |
| Hamilton Academical Football Club | Hamilton    |
| Heart of Midlothian Football Club | Édimbourg   |
| Kilmarnock Football Club          | Kilmarnock  |
| Leith Athletic Football Club      | Leith       |
| Greenock Morton Football Club     | Greenock    |
| Motherwell Football Club          | Motherwell  |
| Partick Thistle Football Club     | Glasgow     |
| Queen's Park Football Club        | Glasgow     |
| Rangers Football Club             | Glasgow     |
| Saint Mirren Football Club        | Paisley     |
| Third Lanark Athletic Club        | Glasgow     |

## Compétition

### Classement
Le classement est établi sur le barème de points classique (victoire à 2 points, match nul à 1, défaite à 0).
| Rang | Équipe              | Pts | J  | G  | N  | P  | Bp  | Bc  | Diff |
| ---- | ------------------- | --- | -- | -- | -- | -- | --- | --- | ---- |
| 1    | Motherwell FC       | 66  | 38 | 30 | 6  | 2  | 119 | 31  | +88  |
| 2    | Rangers FC T C      | 61  | 38 | 28 | 5  | 5  | 118 | 42  | +76  |
| 3    | Celtic FC           | 48  | 38 | 20 | 8  | 10 | 94  | 50  | +44  |
| 4    | Third Lanark AC P   | 46  | 38 | 21 | 4  | 13 | 92  | 81  | +11  |
| 5    | Saint Mirren        | 44  | 38 | 20 | 4  | 14 | 77  | 56  | +21  |
| 6    | Partick Thistle FC  | 42  | 38 | 19 | 4  | 15 | 58  | 59  | -1   |
| 7    | Aberdeen FC         | 41  | 38 | 16 | 9  | 13 | 57  | 49  | +8   |
| 8    | Heart of Midlothian | 39  | 38 | 17 | 5  | 16 | 63  | 61  | +2   |
| 9    | Kilmarnock FC       | 39  | 38 | 16 | 7  | 15 | 68  | 70  | -2   |
| 10   | Hamilton Academical | 38  | 38 | 16 | 6  | 16 | 84  | 65  | +19  |
| 11   | Dundee FC           | 38  | 38 | 14 | 10 | 14 | 61  | 72  | -11  |
| 12   | Cowdenbeath FC      | 38  | 38 | 15 | 8  | 15 | 66  | 78  | -12  |
| 13   | Clyde FC            | 35  | 38 | 13 | 9  | 16 | 58  | 70  | -12  |
| 14   | Airdrieonians       | 32  | 38 | 13 | 6  | 19 | 74  | 81  | -7   |
| 15   | Greenock Morton     | 31  | 38 | 12 | 7  | 19 | 78  | 87  | -9   |
| 16   | Queen's Park FC     | 31  | 38 | 13 | 5  | 20 | 59  | 79  | -20  |
| 17   | Ayr United          | 29  | 38 | 11 | 7  | 20 | 70  | 90  | -20  |
| 18   | Falkirk FC          | 27  | 38 | 11 | 5  | 22 | 70  | 76  | -6   |
| 19   | Dundee United P     | 19  | 38 | 6  | 7  | 25 | 40  | 118 | -78  |
| 20   | Leith Athletic      | 16  | 38 | 6  | 4  | 28 | 46  | 137 | -91  |

| Légende : Qualifications et relégations | Légende : Qualifications et relégations                           |
| --------------------------------------- | ----------------------------------------------------------------- |
|                                         | Champion d'Écosse                                                 |
|                                         | Relégation en deuxième division                                   |
|                                         | T : Tenant du titre C : Vainqueur de la Coupe d'Écosse P : Promus |

## Bilan de la saison
| Tableau d'Honneur                |               |
| Compétition                      | Vainqueur     |
| Championnat d'Écosse de football | Motherwell FC |
| Coupe d'Écosse de football       | Rangers FC    |

| Promotions et relégations |                                    |
| Promus                    | East Stirlingshire Saint Johnstone |
| Relégués                  | Dundee United Leith Athletic       |

## Statistiques

### Meilleur buteur
1. Willie MacFadyen, Motherwell, 52 buts